# 138 Tolosa
138 Tolosa (mednarodno ime je tudi 138 Tolosa) je asteroid tipa S (po Tholenu) v glavnem asteroidnem pasu .

## Odkritje
Asteroid je odkril francoski astronom Henri Joseph Anastase Perrotin (1845 – 1904) 19. maja 1874 .
Poimenovan je po latinskem izrazu za Toulouse (Francija).  

## Lastnosti
Asteroid Tolosa obkroži Sonce v 3,83 letih. Njegova tirnica ima izsrednost 0,163, nagnjena pa je za 3,208° proti ekliptiki. Njegov premer je 45,5 km, okoli svoje osi pa se zavrti v 10,101 h . 
Asteroid je precej svetel, ker ima s kovino bogato površino.